# パパイヤ鈴木
パパイヤ 鈴木（パパイヤ すずき、1966年6月29日 - ）は、日本のダンサー、振付師、タレント。本名、鈴木 寛（すずき ひろし）。プランチャイム所属。
東京都東久留米市出身。血液型O型。

## 経歴
鈴木亮（元ラテン音楽グループ「トリオ・ロス・チカノス」メンバー、現所属事務所会長）と、ダンサー歴がある母との間に誕生。
西城秀樹になりたくて子供の頃から歌手志望だったが、父の勧めで、16歳からダンサーとして活動を始める。
明治大学付属中野高校（定時制）卒業。同級生には、少年隊やシブがき隊のメンバー、石川秀美、中村あゆみ、岸谷香らがいる。少年隊やシブがき隊のメンバーとは同じクラスになったことがあり、東山紀之と三田寛子は席が一番前の勉強が出来るグループ、錦織一清、植草克秀、布川敏和、本木雅弘らは鈴木と連む“悪友”で、学校へ遊びに来る不真面目なグループ、薬丸裕英はその中間だったと話している。
東京ディズニーランドでショーのダンサーをしていたこともあり、その際は1400人の応募者の中からオーディションで選ばれた2人のうちの1人であった。17歳でレコードデビューを果たす。19歳でソニーミュージックに入り、20歳で振付師となる。芸名のパパイヤに意味はなく、単に音の響きが良かったために名乗った。
1995年から、松任谷由実のコンサートにスタッフとして参加し、ダンサーのマネジメントや振り付けを行っていた。suicaCMに起用された「虹の下のどしゃ降りで」の振付は彼によるものであり、PVにも出演をしている。また、彼女のコンサートにも度々ゲスト出演し好評を博している。その際の舞台裏エピソードとして、「かつて『おい、ひろし！』と呼び捨てにされていたスタッフから、今度は『パパイヤさん』と呼ばれるのは気分がよい」と、松任谷由実のコンサートパンフレットで語っている。2001年から2005年に開催債れた「Super Dance Battle」で、バレエダンサーの西島千博（スターダンサーズ・バレエ団所属）と共演した。
1998年、鈴木と同世代の中年男性を集めたダンスユニット『パパイヤ鈴木とおやじダンサーズ』が桑田佳祐に認められ、サザンオールスターズのCMに出演する。これは体形や外観が悪いなどといった要素を持つ、いわゆる“かっこ悪いおっさん”である彼らが格好良く踊るという要素が一つの魅力となっている。
2000年に出演したテレビ東京のバラエティ番組『debuya』（『元祖!でぶや』の前身番組）でホンジャマカの石塚英彦と共演。タレント活動を飛躍させるきっかけとなった。また、俳優としてNHK総合『連続テレビ小説 こころ』『月曜ドラマシリーズ 昨日の友は今日の敵?』、フジテレビの『美女か野獣』などのドラマに出演している。
2001年、9歳年下のヘアメークアーティストの女性と結婚。
2002年、『パパイヤ鈴木 with HOTTER THAN HOT』の活動を開始。
2009年5月、長女とヤマサ醤油「かける冷しカレーうどん専科」のテレビCMに出演する。
2023年、錦織一清とダンス・ボーカル・ユニット「Funky Diamond 18」を結成。

## 人物
- 体育会系の性格で、礼儀や仕事の姿勢には厳しい[要出典]。リクナビnextのコーナーで酒の席でおやじダンサーズのメンバーを即興で踊らせ、つまらなかったら怒ったことを語っている[要出典]。
- 身長は174cm、体重は過去に110kg（元祖!でぶやでは175cm、108kg）だったが、ダンス・振り付けを続けているため肥満体型の割に健康だと、その当時[いつ?]は自ら語っていた[要出典]。『debuya』では、他のデブタレントと食べ歩きをして「まいうー」と言うのがお決まりだったが、当時は体重過多で、実際は非常につらかったと述べている[要出典]。2008年4月、『debuya』の終了と大河ドラマ『天地人』への出演が決まったをきっかけにダイエットに挑戦し、2年足らずで33キロの減量に成功した[13]。
- 姉は元女優で、『宇宙刑事シャイダー』（1984年 - 1985年、テレビ朝日・東映）の「ギャル軍団・ギャル3」役でレギュラー出演していたことなどで知られる川島芳美。その姉は2024年時点でパパイヤが所属する事務所「プランチャイム」の社長を務めている[14]。

## エピソード
- 深夜に放送していた『debuya』のドッキリ企画（コント）で、石塚がパパイヤの控え室に入るとハゲヅラを被ったパパイヤが焦り、カツラとして用意していたアフロを被るという設定があり、それ以降「あのアフロヘアはカツラである!」という噂が絶えなかったが実際には地毛である[要出典]。維持が難しかったこともあり、現在はアフロから全頭パーマヘアに変更している[要出典]。

## 振付
- ウルフルズ「それが答えだ!」「あそぼう」「明日があるさ」
- ヤン坊マー坊天気予報（2011年12月 -2012年2月）- 振り付け担当、アニメキャラで出演。
- ポケットモンスター アドバンスジェネレーション - ED『ポルカ・オ・ドルカ』振り付け担当。
- ちびまる子ちゃん - ED『アララの呪文』振り付け担当。
- まるまるちびまる子ちゃん - ED『アララの呪文』アニメ版と異なる、新しい振り付け担当。
- 獣電戦隊キョウリュウジャー - ED『みんな集まれ!キョウリュウジャー』振り付け担当。最終話ではカメオ出演もした。
- 動物戦隊ジュウオウジャー - ED『レッツ! ジュウオウダンス』振り付け担当。
- AKB48「恋するフォーチュンクッキー」[15]「ハロウィン・ナイト」- 振り付け担当。
- サザンオールスターズ「天国オン・ザ・ビーチ」- 振り付け担当。
- ファンタシースターオンライン2「We're ARKS」「レアドロ☆KOI☆恋」- 振り付け担当。
- さくらシンデレラ「ぐるぐるワンワン」- 振り付け担当。
- 西武鉄道「ちちんぶいぶい 2017年春夏篇」CM - 振り付け担当[16]。
- 映画「舞妓はレディ」（2014年9月13日公開）- 挿入歌の振り付け担当。
- 連続テレビ小説 半分、青い。（2018年）- 振付・出演。
- ドラバラ鈴井の巣「なんてったってアイドル!」- 振り付け担当。
- チコちゃんに叱られる! - デビュー曲「叱られたい！」- 振り付け担当。

## 出演

### 教養番組

#### 現在
テレビ
- のびよ！たいそう「のびよ！みやざきっ子」にて体操を披露（土曜11:30 - 11:45、再放送：日曜7:45 - 8:00テレビ宮崎）
- パパイヤ鈴木のボールルームダンスwith Me（金曜21：30 - 22：00、サンテレビ）

#### 以前
テレビ
- NHK高校講座家庭総合（2014年4月17日 - 2017年3月2日、NHKEテレ）

### バラエティ

#### 現在
テレビ
- ひるブラ（2011年 -、中継ゲストとして不定期出演、NHK総合テレビジョン）

ラジオ
- SOUND SEASONING（J-WAVE、土曜日18:00 - 18:54）
- パパイヤ鈴木のかけひきバンバン（全国AM局数局）

#### 過去
※いずれもテレビ
- ろみひー（中京テレビ）
- イタリア語会話（NHK教育）
- debuya（テレビ東京）
- バカな方の鈴木（テレビ東京）
- まちかどド・レ・ミ（NHK教育）
- おはスタ（テレビ東京）
- Tokyo club gang（日本テレビ）
- 元祖!でぶや（テレビ東京）
- THE夜もヒッパレ（日本テレビ）
- スーパーチャンプル（中京テレビ）
- おどツタ!（NHK教育）- 中学生向けダンス教育番組講師
- ミュージック・カクテル（2002年8月 - 2003年3月、NHK総合）
- となりの子育て「育てた人にきいてみる」- ナレーション（2009年4月 - 2011年3月、毎月第4土曜日放送、NHK教育）
- 直伝 和の極意「新 養生訓 千変万化! 大豆を尽くす」- レポーター（2010年10月 - 12月、NHK教育）
- 真・ニッキゴルフ（2010年4月 - 9月、TOKYO MX）- 錦織一清と共演
- 土曜の夜は!おとななテレビ（2012年11月10日 - 2023年3月 TVQ九州放送）

### テレビドラマ
- 東京庭付き一戸建て（2002年、日本テレビ）- 福田三郎 役
- ケータイ刑事 銭形舞 第1話「舞姫登場! 〜トップアイドル殺人事件〜」（2003年、BS-i）- パエリア 役（同作のオープニング振り付けも担当）
- 美女か野獣（2003年、フジテレビ）- カッチン 役
- 連続テレビ小説 こころ（2003年、NHK総合）- 落合薫 役
- 天使急便（2004年、ネットシネマ）- クライエント 役
- 昨日の友は今日の敵?（2004年、NHK総合）- 今野 役
- きらきら研修医（2007年、TBS）- 向井隆史 役
- 美少女戦麗舞パンシャーヌ 奥様はスーパーヒロイン!（2007年、テレビ東京）- 丘ダイバー 役
- 恋する日曜日 第3シリーズ 第26話「昭和アニメ大行進〜君は恋を信じれるか〜」（2007年6月30日、BS-i）- パパイヤ 役
- ファイブ（2008年、NHK総合）
- 未来講師めぐる 第2話（2008年、テレビ朝日系金曜ナイトドラマ）- ゲスト
- まるまるちびまる子ちゃん（2007年、フジテレビ）- 体育講師（放送初回）、『狙いうち三文字しりとり』コーナーMC、バスガイド 役（最終回）
- 働きマン（2007年、日本テレビ）- ※EDの働きマン音頭に登場。
- 月曜ゴールデン「示談交渉人〜甚内たま子・裏ファイル6〜」（2008年、TBS）- 熊川薫 役
- ヒットメーカー 阿久悠物語（2008年、日本テレビ）- 鈴木ヒロミツ 役
- 東京少女草刈麻有 第3話「ウィーアーダンス」（2008年10月18日、BS-i）- 執事の宮本 役
- 大河ドラマ 天地人（2009年、NHK総合）- 甘糟景継 役
- 水木しげるのゲゲゲの怪談「砂かけばばあ」（2013年8月31日、フジテレビ）- 謎の男 役
- マッサージ探偵ジョー 第7話（2017年5月21日、テレビ東京）- パイナップル鈴木 役
- 連続テレビ小説 半分、青い。 第41回（2018年5月18日、NHK総合）- DJ 役（その回や第3週ランバダの振付も兼任）[17][18]
- 集団左遷!!（2019年4月21日 - 6月23日、TBS）- 鈴木将之 役
- 孤独のグルメ Season8 第7話（2019年11月16日、テレビ東京）- 中村慎治 役
- 刑事アフター5（2020年、テレビ朝日）- ロドリゴ田中 役
- 日曜プライム 嫉妬 (2020年のテレビドラマ)（2020年、テレビ朝日）- 栗林智彦 役
- パパとなっちゃんのお弁当（2023年1月16日 - 3月17日、日本テレビ）- 嵐山田 役
- 家政夫のミタゾノ 第6シリーズ 第3話（2023年10月24日、テレビ朝日）- パンサー 役[19]
- 特捜9 season7 第5話（2024年5月1日、テレビ朝日）- 今永秀敏 役[20]
- 新宿野戦病院 第3話（2024年7月17日、フジテレビ）- 刈谷 役[21]

### 映画
- 釣りバカ日誌13（2002年）- 黒部海彦 役
- オペレッタ狸御殿（2004年）- 次郎狸 役
- ヒートアイランド（2007年）- ロナウド 役
- 鴨川ホルモー（2009年）- 鈴鬼 役
- 劇場版 仮面ライダージオウ Over Quartzer（2019年）- カゲン / 仮面ライダーゾンジス 役[22]

### 劇場アニメ
- 劇場版ポケットモンスター アドバンスジェネレーション 七夜の願い星 ジラーチ（2003年）- ボギー 役
- おどるポケモンひみつ基地（2003年）- おどりの振り付け
- ちびまる子ちゃん イタリアから来た少年（2015年）- ネプ 役

### テレビアニメ
- ちびまる子ちゃん（ナレーター）
- プリンセスチュチュ（ふぇみお）

### ラジオ
- いとしのオールディーズ（2009年11月6日、NHKラジオ第1放送）- 明治大学中野高校のこと、歌手から振付師となった経緯、マイケル・ジャクソンとマイケルの振付師、マイケル・ピーターソン、おやじダンサーズやダンス向上委員会などについて語った。

### CM
- ビクターエンタテインメント『海のYeah!!』（1998年）-「パパイヤ鈴木とおやじダンサーズ」として出演
- ユニリーバ -「パパイヤ鈴木とおやじダンサーズ」として出演
- 公共広告機構（現：ACジャパン）- ペットボトルの捨て方
- 生活協同組合コープさっぽろ「トドックダンス」- 振付担当、北海道ローカル
- ロッテ「Fit's」- 振付担当。佐藤健、佐々木希などが出演
- ヤマサ「かける冷しカレーうどん専科」『親子でびっくり』篇（2009年5月）
- サントリー「ドラゴンクエスト とろとろスライム」（2010年7月）
- 東洋水産「マルちゃん赤いきつねと緑のたぬき」（2013年8月 - ）- 武田鉄矢、ヒャダインと共演
- UR都市機構（都市再生機構）（2016年 - ）- URであーる[15]
- スズキ「ソリオ」（2020年11月 - ）- 吉沢亮、橋本環奈、溝口元太、岡坂幸蔵と共演、CM内で披露される「ソリオダンス」の振り付けを担当[15]
- 二鶴堂「博多ぽてと」
- CJ FOODS JAPAN「美酢」（2021年3月 - ）今田美桜と共演

### その他
- 土曜の夜は!おとななテレビ（2012年11月 - 2023年3月25日、TVQ九州放送）- メインM[23]
- ミュージカル『メリー・ポピンズ』（2018年）- ブーム提督/頭取 役

## 音楽
パパイヤ鈴木とおやじダンサーズ
- やきとりサンバ（1999年6月23日、BMGジャパン、BVCR-19007） c/w「すなぎもエレジー」
- WAになっておどろう〜Oyaji Side Story '99〜（1999年9月9日、BMGファンハウス、BVCR-19008）- 作曲：長万部太郎、プロデュース：角松敏生＆AGHARTA、AGHARTAの代表曲「ILE AIYE」に対する実質的なアンサーソング
- 舞いWAY〜油ギッシュラブ〜（2000年7月19日、RCAアリオラジャパン、BVCR-19023）- 作詞：石井ビューティー 作曲：井上大輔
- Foolin' Disco（2018年8月22日、ユニバーサルミュージック、UICY-15750）

パパイヤ鈴木 with HOTTER THAN HOT
- 愛のリサイクル〜Sweet Soul Music（2002年5月22日、ビクターエンタテインメント、VICL-39007）- 公共広告機構「ペットボトルの捨て方」CMソング

パパイヤ鈴木とLiLiCo
- 飲んで飲んで（2012年2月22日、日本クラウン、CRCN-1591）- 作曲：コモリタミノル

Funky Diamond 18

## 著書
- パパイヤ鈴木の作り方 伝説の私生活日記（2000年6月、角川書店）ISBN 978-4049300178
- パパイヤ鈴木のenjoyダンシング!（2005年10月、NHK出版）ISBN 978-4141884156
- パパイヤ鈴木とコレステロールを下げる! -食べて踊って（2006年6月、女子栄養大学出版部）ISBN 978-4789580120
- カズフミくん 数字をふんでダンスがおどれる（2012年4月、朝日新聞出版）ISBN 978-4022509666
- デブでした。 目標を決めない「なんとなくダイエット」で劇的変身!（2012年8月、武田ランダムハウスジャパン）ISBN 978-4270104248
- パパイヤ鈴木の元気がでるダンス（2022年1月、講談社）ISBN 978-4065266533